# Raievka (Kémerovo)
|  | Per a altres significats, vegeu «Raievka». |

Raievka (en rus: Раевка) és un poble de l'óblast de Kémerovo, a Rússia, que en el cens del 2010 tenia 255 habitants, pertany al districte de Mariïnsk.